# Piercia verticata
Piercia verticata är en fjärilsart som beskrevs av W. Warren 1901. Piercia verticata ingår i släktet Piercia och familjen mätare. Inga underarter finns listade i Catalogue of Life.